# مجنون رفیقی هروی
مجنون رفیقی هروی یا مولانا مجنون (درگذشت ۹۵۱ ه‍. ق) پسر کمال‌الدین محمود رفیقی متخلص به مجنون و مشهور به مجنون چپ‌نویس از شعرا و خوشنویسان مبتکر هرات در عهد سلطان حسین بایقرا در اواخر سده نهم و نیمه اول سده دهم هجری است.
برخی او را هروی و بعضی مشهدی گفته‌اند. لذا به مجنون هروی و مجنون مشهدی نیز معروف است. مسلم این است که خود و پدرش در هرات می‌زیسته و از خوشنویسان و معاریف این شهر بوده‌اند.
مجنون نستعلیق را نزد پدر یاد گرفت و گاهی به دست چپ کتابت می‌کرد و گاهی نیز کلمات را از چپ به راست و وارونه می‌نوشت. به همین دلیل به مجنون چپ‌نویس معروف بود. وی مبتکر خطی است که از ترکیب کلمات آن صورت انسان یا حیوانات تشکیل می‌شود و آن را خط توأمان نامیده‌اند.
نام اصلی وی را نه خودش نوشته و نه تذکره‌نویسان ذکر کرده‌اند. اما در منابعی از با نام «علی» یا «میرعلی» از او یادشده. برخی از تذکره‌نویسان جدیدتر او را با میرعلی هروی اشتباه گرفته‌اند. این اشتباه از آنجا پدید آمده که «ریو» مؤلف فاضل فهرست نسخ فارسی در موزه بریتانیا در نوشتن زندگی‌نامه میرعلی هروی از مشاهده ٔ مصراع دوم این شعر معروف او دچار سهو عجیبی شده به این معنی که از ملاحظه ٔ: «وه که خط سلسله ٔ پای من مجنون شد» چنین استنباط کرده‌است که تخلص میرعلی در شعر «مجنون» بوده و بر اثر همین استنباط خطا، میرعلی هروی را همان میرعلی مجنون هروی معروف به مجنون چپ‌نویس پسر کمال‌الدین رفیقی یکی دانسته و تعجب می‌کند که چرا خواندمیر در «حبیب السیر» مولانا مجنون پسر کمال الدین رفیقی را در جزء شعرا و خطاطان عهد سلطان حسین بایقرا آورده و میرعلی کاتب را که بعقیده ٔ او همان مجنون هروی است به‌طور مجزا درشمار نستعلیق نویسان دوره شاه اسماعیل ذکر کرده و این دو تن را یکی نشمرده‌است. البته حق با مؤلف حبیب السیر است چه میرعلی مجنون هروی چپ‌نویس که در ۹۵۱ ه‍. ق. وفات کرده اگرچه به امیر علی هروی استاد نستعلیق همشهری و هم اسم و معاصر و مانند او نستعلیق‌نویس و شاعر است لیکن بکلی شخصی است غیر از او و افزون بر خواندمیر دیگران مانند امیرعلی‌شیر نوایی در مجالس النفایس و سام میرزا در تحفه ٔ سامی و لاهیجی در تذکرةالخطاطین همه شرح حالی جداگانه از او نوشته‌اند.
عبدالمحمد خان ایرانی مولف کتاب «پیدایش خط و خطاطان»نوشته‌است که وی در زمان غازان‌خان (۷۰۳-۶۹۴ق) و در خدمت او می‌زیسته که به گفتهٔ دکتر بیانی در «احوال و آثار خوشنویسان» اشتباه آشکار است.
سام میرزا صفوی در باره او می‌نویسد:
«از خوش طبعان هرات است و در خط چپ بی بدل بود و خط دیگر اختراع کرده بود و آن را توأمان نام نهاده بود وصورت آن خط چنان بود که در دو صورت خط در او خوانا بود؛
| توأمان مخترع مجنون شد |  | کز قلم چهره گشائیها کرد |
| تا شدم مخترع و صورتکش |  | خطکم صورتکی پیدا کرد    |

رساله ٔ نظمی به‌اسم من در بحر لیلی و مجنون بسته بود و در قاعده ٔ خطی او تعریف چگونگی قلم و سیاهی و رنگ کردن کاغذ و مایتفق بهادررنگ کردن کاغذ، از آنها بیتی بخاطر بود نوشته شد:
| رنگی که صفای خط در آنست |  | از آب حنا و زعفرانست |

این دو مطلع از اوست ؛
| بیوفا بودی از اول من ترا نشناختم |  | حیف از این عمری که در پای تو ضایع ساختم |

همچنین؛
| فیروزه ٔ سپهردر انگشترین تست |  | روی زمین تمام بزیرنگین تست |

لاهیجی در تذکرةالخطاطین پس ازذکر کمال‌الدین محمود رفیقی هروی که مردی خوشنویس و لطیف طبع و شاعر بود گوید که: «مجنون چپ نویس پسر رفیقی می‌باشد از جملهٔ نویسندگان مقرر دارالسلطنه ٔ هرات بوده و نستعلیق را با مزه و پخته می‌نوشت. خطی از خود اختراع کرده بود که از کلمات او صورت انسانی یا حیوانی بهم می‌رسید از جمله این مصراع را که: «نرخ شکر و قند شکست از شکرستان» از دو طرف نوشته بود به صورت سر چهارآدمی که بر زیر هم بوده باشد و در نهایت امتیاز صورت و خط بود و در شعر مجنون تخلص می‌نمود، کتاب ناز و نیاز از اوست، لیلی و مجنونی هم به اسم سام میرزای صفوی موشح ساخته و گفته و در مدح شاه طهماسب بزرگ قصاید بسیار و رساله‌ای در تعلیم آداب خط بتفصیل دارد»
خواندمیر در حبیب السیر در باره مجنون نوشته است: «مجنون چپ نویس هروی ولد مولانا کمال‌الدین محمود رفیقی است که بحسن خط و لطف طبع اتصاف داشت و مولانا مجنون بغایت درویش وش و فانی مشرب است و اشعارش سلیس و هموار اتفاق می‌افتد» سپس همان دو شعری را که از تحفه ٔ سامی نقل شد به نام او می‌آورد.
امیر علیشیر او را مشهدی می‌خواند و می‌گوید که: «خوش طبع بود و از حسن خط حسن حظ داشت و خط باژگونه را نیکو می‌نوشت چنانکه همه کس از آن تعجب می‌نمود و این مطلع از اوست:
| بوعظ می‌روم و زار زار می‌گریم |  | بدین بهانه ز هجران یار می‌گریم |

مجنون چپ نویس هروی چنانکه نقل کردیم در فن تعلیم خط کتبی داشته از جمله منظومه ایسیت بنام «رسم الخط» که شعر ابتدای آن اینست:
| بیا ای خامه انشای رقم کن |  | بنام کاتب لوح و قلم کن |

و تاریخ آن اینست:
| چو از رسم خطش تاریخ دادم |  | از آنش نام رسم الخط نهادم |

که با ۹۰۹ برابر می‌شود و آن را مجنون بنام «سلطان مظفّر» که «گلی از گلبن چنگیزخانی» بود و ظاهراً غرضش یکی از شاهزادگان ازبکیه ٔ ماوراءالنهر است منظوم ساخته. دیگر رسالهٔ «خط و سواد» و رساله‌ای دیگر بنام «وضع نسخ و تعلیق» و انتساب این رسالهٔ سوم به او مسلم نیست. وفات مجنون هروی بسال ۹۵۱ واقع شده و کسانی که ۹۵۱ را سال فوت میرعلی هروی معروف دانسته‌اند ظاهراً به همین علت اشتباه گرفتن نام و نشان او با مجنون هروی بوده‌است.

## آثار
از تألیفات وی دو رسالهٔ منظوم با عنوان «رسم‌الخط» و «قواعد خطوط» و یک رسالهٔ منثور به‌نام «خط و سواد» را می‌توان نام برد.
از خطوط وی می‌توان به این آثار اشاره کرد:
- یک قطعه از مرقع بهرام میرزا، به قلم نیم دودانگ خوش، با رقم: «مشقه مجنون‌الرفیقی»
- یک قطعه از چپ نوشته شده (وارونه)، به قلم سه دانگ متوسط، با رقم: «شاعر مجنون، حرّره فی سنهٔ ۹۰۲» موزه خط و کتابت میرعماد
- یک نسخه «غزلیات جامی» که دارای سرلوحه و جداول مذّهب است.